# بودا (بودابست)

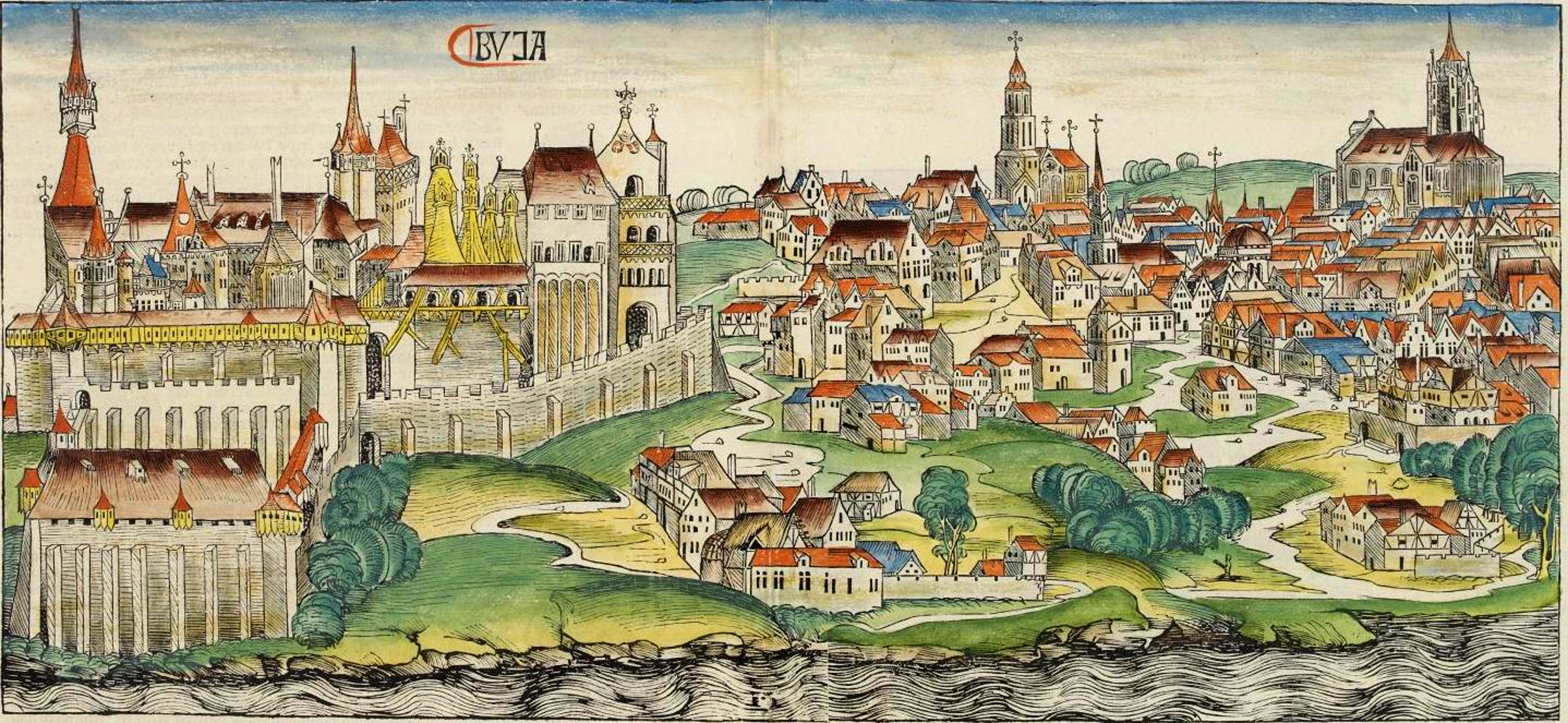
بودا خلال العصور الوسطى

بودا (بالمجرية: Buda)‏ (بالتركية العثمانية: بدون)‏ (بالتركية: Budin)‏ (بالألمانية: Ofen) (بالكرواتية: Budim) (بالصربية: Будим)‏ هي الجزء الغربي من العاصمة المجرية بودابست على الضفة اليمنى من نهر الدانوب. يقال أنها سميت بهذا الاسم بناء على اسم مؤسسها الذي يحمل نفس الاسم بودا ولكن الأرجح أنها مشتقة من كلمة مجرية تعني "الماء"، نسبة لمرور نهر الدانوب خلالها.

## توأمة
لبودا (بودابست) اتفاقيات توأمة مع:
- كابسترانو.

## معرض صور

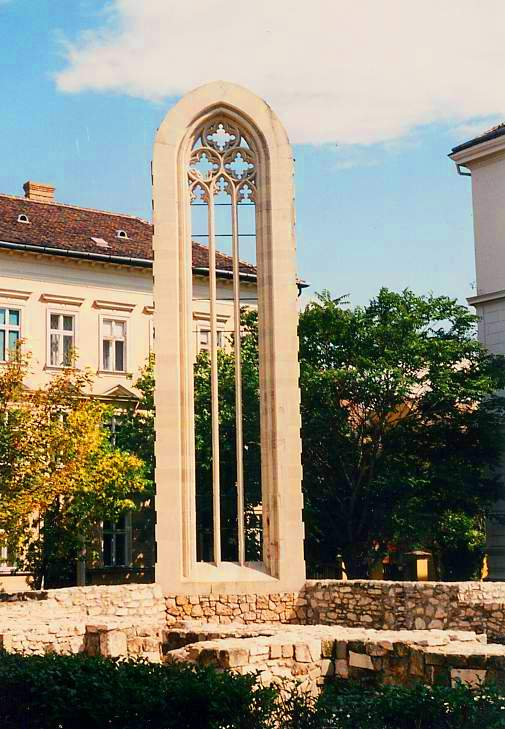
كنيسة مريم المجدلية
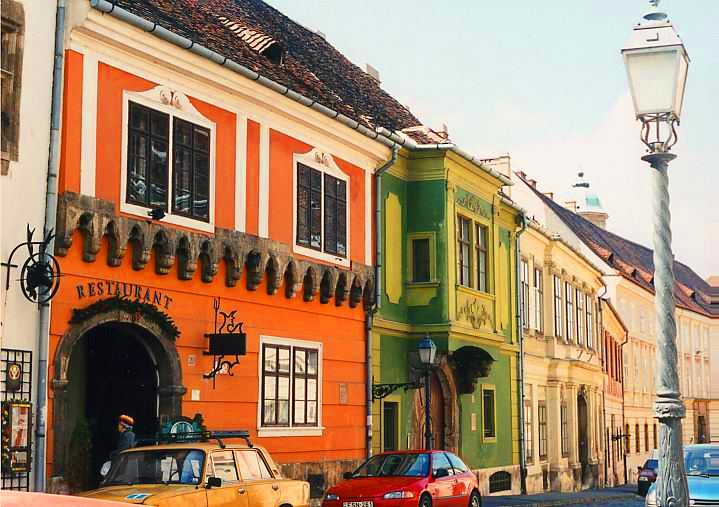
شارع أورساكاس
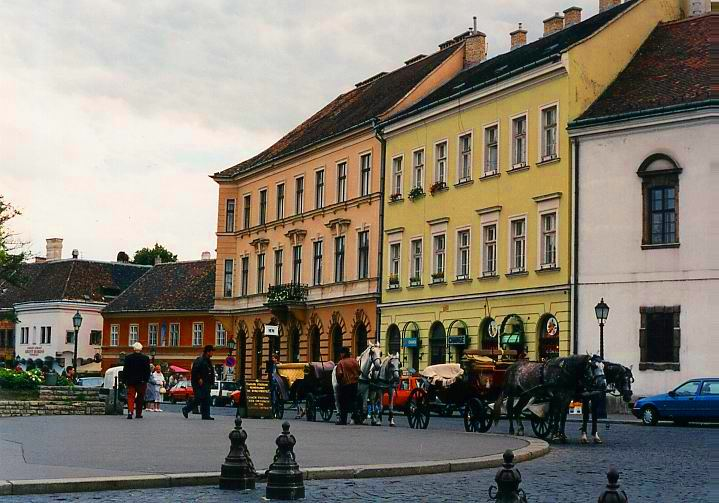
ميدان بودا الرئيسي
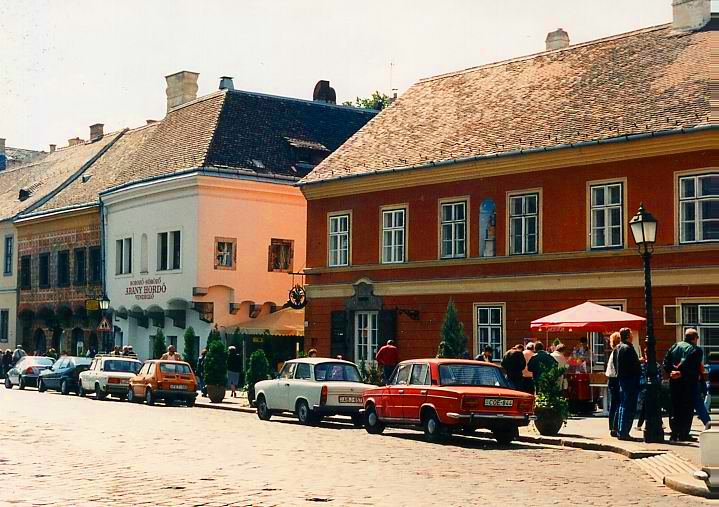
نُزل «البرميل الذهبي»
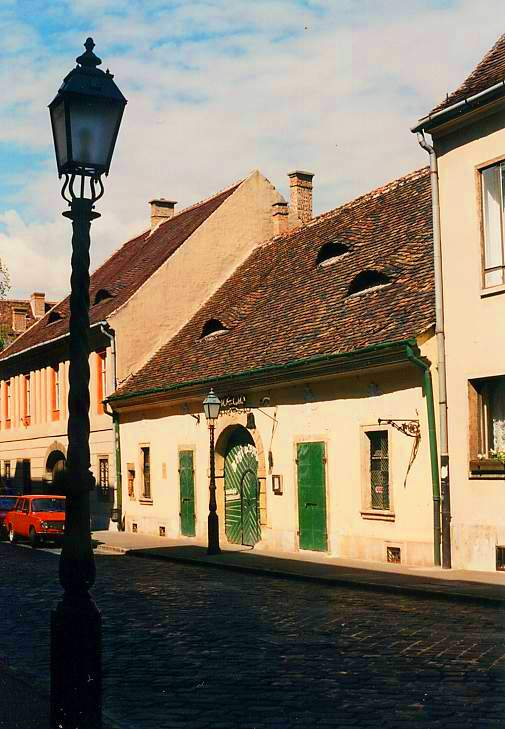
نُزل البرلمان القديم
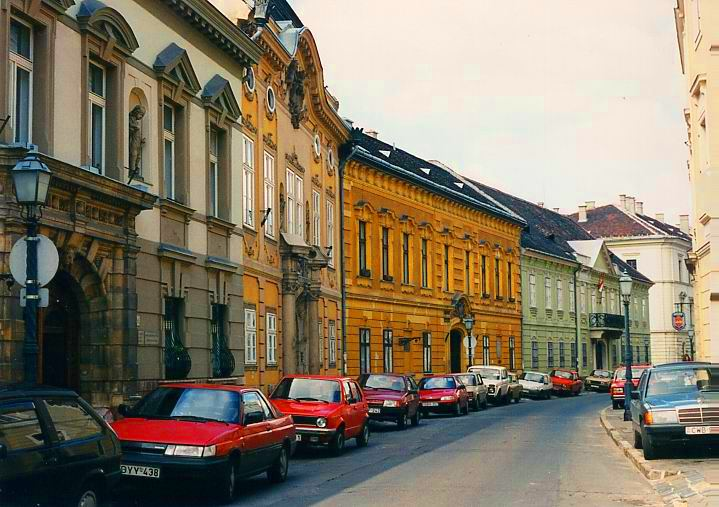
شارع تارنوك
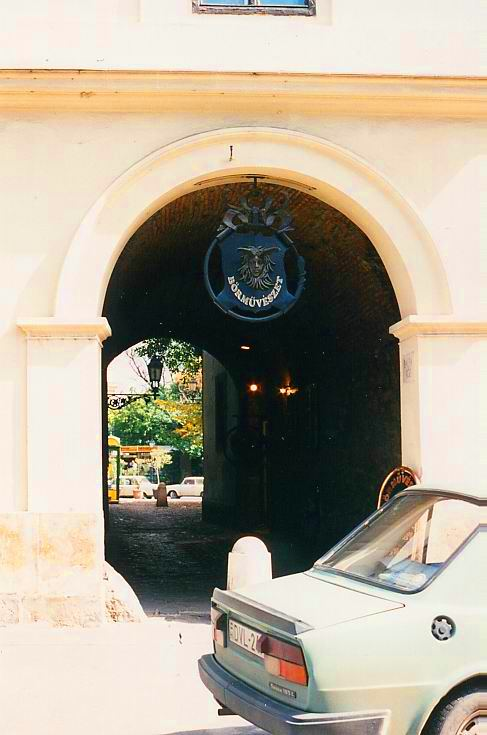
شارع أوري

## أعلام
- أوتفوش لوراند
- أندراس الثاني
- ماري، ملكة المجر
- أجناتس سيملفيس
- الأرشيدوقة ماري فاليري من النمسا
- لويس الثاني ملك المجر
- ماكسيميليان شتاينر
- أندراس الثالث ملك المجر
- فلاديسلاف الثاني ملك المجر
- بيلا الرابع

## مزيد من القراءة
- Richard Brookes (1786)، "Buda"، The General Gazetteer (ط. السادسة)، London: J.F.C. Rivington
- David Brewster، المحرر (1830). "Buda". Edinburgh Encyclopædia. Edinburgh: William Blackwood.
- John Thomson (1845)، "Buda"، New Universal Gazetteer and Geographical Dictionary، London: H.G. Bohn
- Charles Knight، المحرر (1866). "Buda". Geography. English Cyclopaedia. London: Bradbury, Evans, & Co. ج. 2.